# Лиллей, Крис
Крис Лиллей (англ. Chris Lilley; род. 10 ноября 1974, Сидней) — австралийский комедийный актёр, сценарист, продюсер, режиссёр и музыкант. 
Получил известность в 2006 году с выходом на экраны телесериала в жанре мокьюментари «Мы станем героями» об «Австралийцах года», за который он был удостоен наград «Logie Awards» и «Золотая Роза», а также получил номинацию на AACTA. С того времени большинство сериалов, разработанных Лиллеем, сняты в мокьюментари, также актёр играет по несколько персонажей.

## Фильмография
- 2001 — The Monday Dump
- 2002 — Молодые львы
- 2003 — Нед
- 2003—2004 — Большой укус
- 2004 — Хэмиш и Энди
- 2005 — Мы станем героями
- 2007 — Школа Саммер Хайтс
- 2011 — Злые парни
- 2013 — Школьные хроники Анжелы
- 2014 — Джона с острова Тонга
- 2019 — Безумцы